# Monument Valley

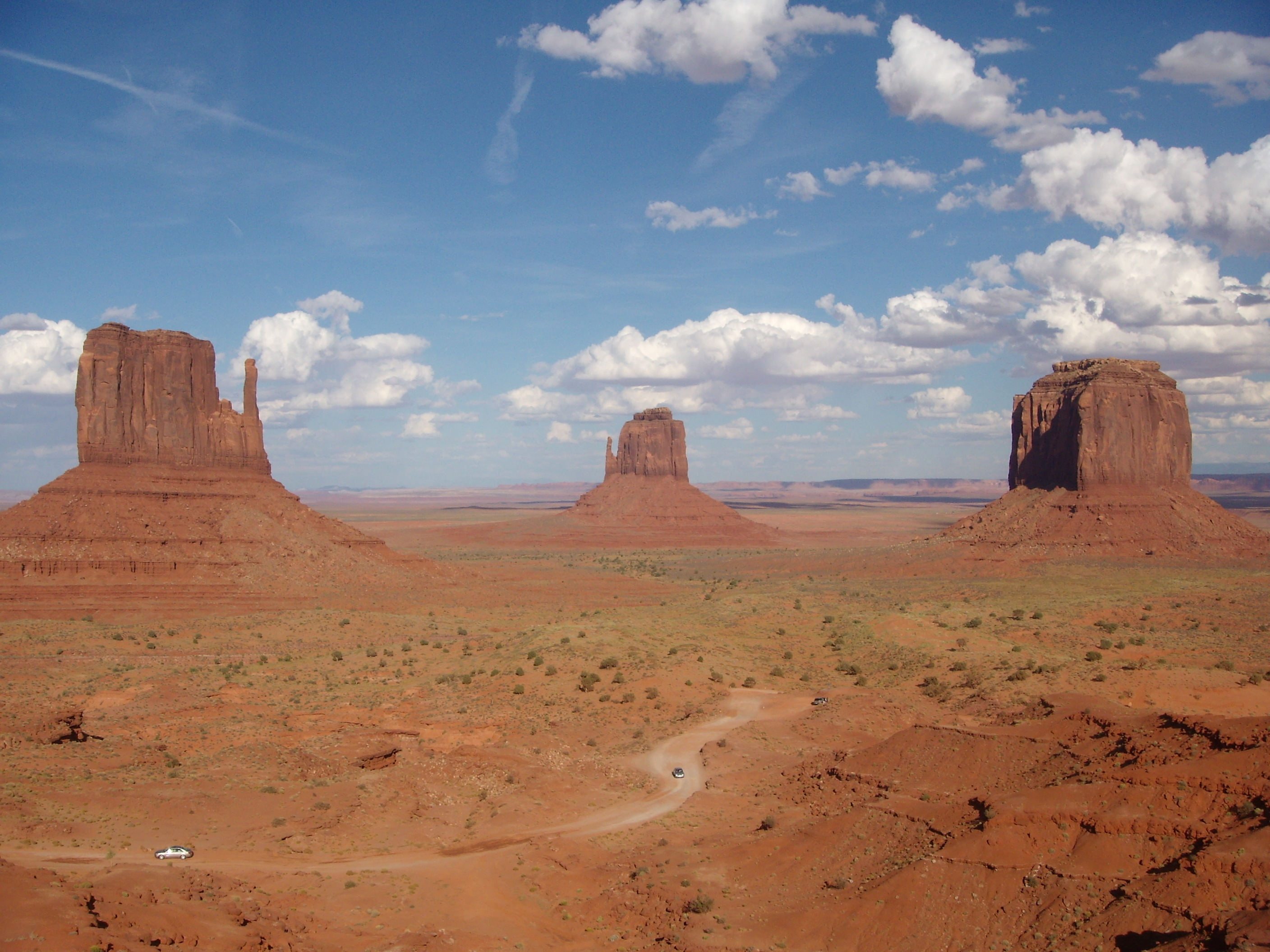
Vista general

El Monument Valley és una gran vall a l'oest dels Estats Units a la frontera del sud de Utah amb el nord d'Arizona, a prop dels Four Corners. La vall és dins de la reserva de la Nació Navajo, i és accessible des de la U.S. Route 163. El nom Navajo per a la vall és Tsé Bii' Ndzisgaii (Vall de les Roques). Les més famoses són les Mitten Buttes.

## Geologia

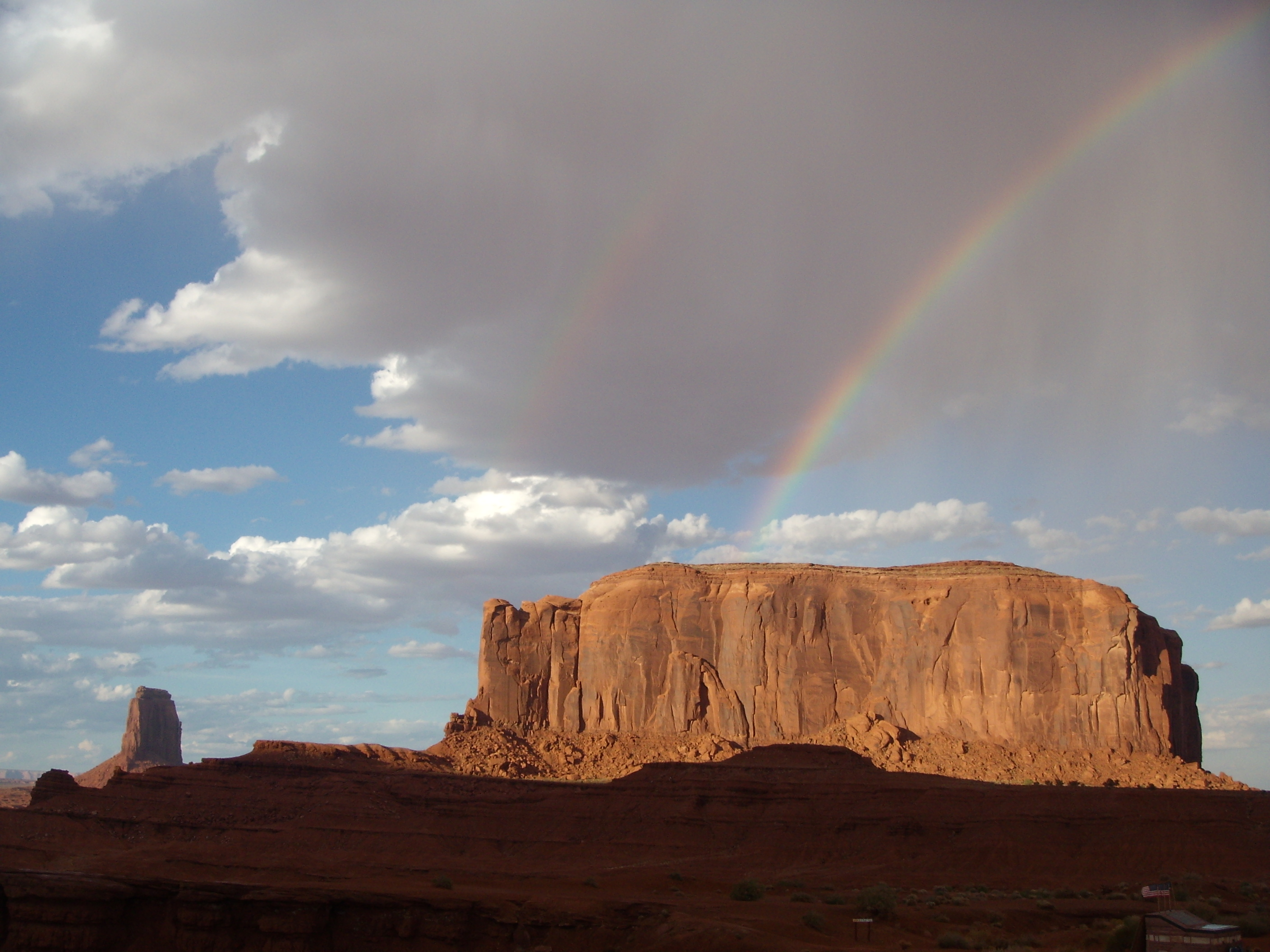
L'arc de Sant Martí al Monument Valley

L'àrea forma part de l'altiplà de Colorado. El sòl està format en gran part de limolita vermella o la seva sorra que fou dipositada pels rius que serpejaven i obrien la vall. El color vermell de la vall ve de l'òxid de ferro exposat en la limolita desgastada. Les roques més fosques, blaves grises de la vall deuen el seu color a l'òxid de manganès.
Les moles s'estratifiquen clarament, amb tres capes principals. La capa més baixa és roca d'esquist, l'estrat mitjà és gres i la part superior hi ha capes de moenkopi restringit per limolita. La vall inclou estructures de pedra grans incloent-hi el famós Ull del Sol.

## Història
Des dels anys 1920, i sobretot des dels 1930, ha estat sovint escenari de la filmació de pel·lícules del gènere del western, sobretot dirigides per John Ford, que hi té un espai dedicat (John Ford's Point). Entre les pel·lícules d'aquest director que s'hi van filmar hi consten: 
La diligència (Stagecoach, 1939); My Darling Clemetine, 1946; Fort Apache, 1948; Wagon Master, 1949; Rio Grande, 1950; Centaures del desert (The Searchers), 1956; El sergent negre (Sergenat Routledge, 1960).
D'altres directors, també destaquen: Tasa, son of Cochise, 1953, de Douglas Sirk; Warlock, 1958, d'Edward Dmytryk; La història més gran mai explicada, 1963, de George Stevens; Els comancheros), 1961, de George Sherman; Rio Conchos, 1964, de Gordon Douglas; Thelma i Louise, 1989, de Ridley Scott.

## Referències

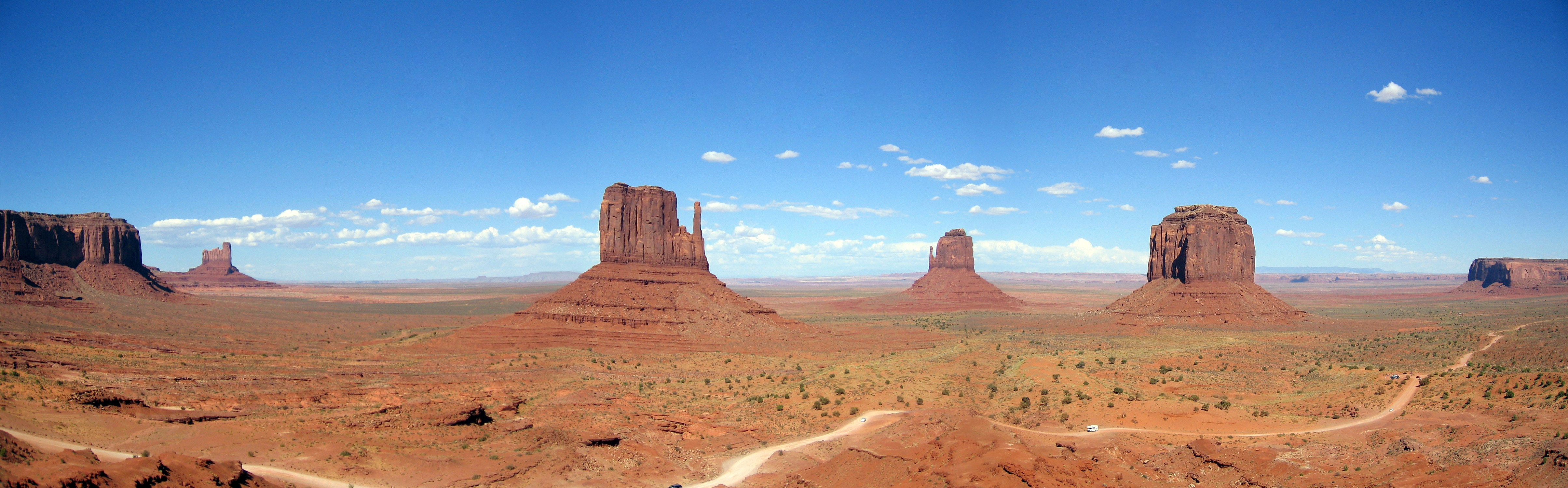
Panoràmica.